# 陳乃榮
陳乃榮（1981年5月20日—），台灣男歌手、男演員，演出過多部戲劇。

## 生平
陳乃榮5歲時和家人逛街時被發掘，並成為廣告童星，第一支廣告為家喻戶曉的「白雪香乳皂」，之後陸續接拍喜年來蛋捲、統一四季醬油等，約50支廣告。大學時參加歌唱比賽奪冠。
2005年與愛貝克思簽約成為旗下儲備新人。
2007年在中華民國海軍陸戰隊服兵役一年8個月。
2009年7月10日推出首張個人專輯《Paradise》。2009年9月4日 推出改版專輯《Paradise》「乃粉獨享召喚獸珍藏版」。2009年10月31日中國發行。
2009至2012這3年閉關專於第二張專輯的重建和創作。
2012年7月6日發行第二張全創作專輯《同種異類》。2012年8月26日中國發行。2012年9月14日推出「全心意」改版專輯。
2013年12月參與台灣驚喜合唱團在北京國貿的快閃演唱，與中國好聲音孟楠擔當領唱人，獲得好評。
2022年2月11日發行首張Live版本卡帶專輯《跳舞的人不要散去 Dancing Forever》。

## 音樂作品

### 錄音室專輯
| 發行 | 名稱         |
| ---- | ------------ |
| 2009 | 《Paradise》 |
| 2012 | 《同種異類》 |
| 2025 | 《Whisper》  |

### 現場專輯
| 發行 | 名稱                                  |
| ---- | ------------------------------------- |
| 2022 | 《跳舞的人不要散去 Dancing Forever 》 |

### 單曲
- 長大 （詞曲）
- 為你做的最後一件事（詞曲）
- 狼狽（曲）
- 做自己的英雄（曲，50％詞）
- 說愛你以後（曲）

### 原聲帶
- 2009年《強辯之【終極三國】三團鼎立SUPER大鬥陣》
- 2013年《美人龍湯電視原聲帶》
- 2014年 三立偶像劇《媽咪的男朋友》
- 2018年《搭錯車》音樂劇原聲帶

### MV
2006年
- i.n.g《中場時間》

2009年
- 《Paradise》
- 《不再》 合作藝人喻虹淵
- 《召喚獸》
- 《24小時瘋狂》 合作藝人蔡宜臻(五熊)、武虎將、光磊

2012年
- 《春》
- 《同種異類》 合作藝人卓文萱
- 《只想抱著你》
- 《終於》

## 電視劇
| 年份   | 頻道                   | 劇名              | 角色         | 性質       |
| 2008年 | 華視                   | 蜂蜜幸運草        | 盧山崎       |            |
| 2009年 | 民視、八大綜合台       | 終極三國          | 曹操         |            |
| 2010年 | 中視、中天綜合台       | 女王不下班        | Josh         |            |
| 2011年 | 壹電視                 | 幸福蒲公英        | 高宗南       | 第三男主角 |
| 2011年 | 民視、八大綜合台       | 華麗的挑戰        | 敦賀蓮(配音) |            |
| 2012年 | 台視                   | 花是愛            | Albert       | 客串       |
| 2012年 | 民視、八大綜合台       | 美人龍湯          | 趙人虎       | 第二男主角 |
| 2013年 | 民視、八大綜合台       | 原來是美男        | 高父         | 客串       |
| 2013年 | 八大綜合台             | 終極一班3         | 曹吉利       | 客串       |
| 2013年 | 中視、TVBS歡樂台       | 媽，親一下！      | 王賓         | 客串       |
| 2013年 | 台視、三立都會台       | 回到愛以前        | 方啟翔       | 第二男主角 |
| 2014年 | 三立都會台、東森綜合台 | 媽咪的男朋友      | 黃世家       | 第一男主角 |
| 2014年 | 大愛電視台             | 情牽萬里          | 鄒炯如       | 第二男主角 |
| 2015年 | 公視、衛視中文台       | 長不大的爸爸      | 胡明翰       | 第二男主角 |
| 2015年 | 三立都會台、東森綜合台 | 好想談戀愛        | 趙立奇       | 第二男主角 |
| 2015年 | 優酷                   | 孤独的美食家      | 陳翰生       | 單元男主角 |
| 2016年 | 公視                   | 滾石愛情故事-成全 | 李孟成       | 單元男主角 |
| 2016年 | 三立都會台、東森綜合台 | 我的極品男友      | 何彥智       | 客串       |
| 2017年 | 三立都會台、東森綜合台 | 極品絕配          | 霍天志       | 第二男主角 |
| 2017年 | 台視、三立都會台       | 噗通噗通我愛你    | 王修凱(投影) | 客串       |
| 2019年 | 台視、東森綜合台       | 如果愛，重來      | 丁培中       |            |
| 2019年 | 八大綜合台             | 一起幹大事        | 子良爸       | 客串       |
| 2020年 | 中天綜合台             | 腦波小姐          | 榮至浩       |            |

## 音樂劇
| 場次 | 日期             | 國家/地區 | 城市   | 劇名                         | 場地                     | 附註                     | 票房 |
| ---- | ---------------- | --------- | ------ | ---------------------------- | ------------------------ | ------------------------ | ---- |
| 1    | 2018-07-07       | 臺灣      | 台中   | 搭錯車 Accident Of Love      | 台中國家歌劇院大劇院     |                          |      |
| 2    | 2018-07-08       | 臺灣      | 台中   | 搭錯車 Accident Of Love      | 台中國家歌劇院大劇院     |                          |      |
| 3    | 2018-07-14       | 臺灣      | 台北   | 搭錯車 Accident Of Love      | 國家戲劇院               |                          | 完售 |
| 4    | 2018-07-15       | 臺灣      | 台北   | 搭錯車 Accident Of Love      | 國家戲劇院               |                          | 完售 |
| 5    | 2018-07-20       | 臺灣      | 高雄   | 搭錯車 Accident Of Love      | 高雄市立文化中心至德堂   |                          |      |
| 6    | 2018-07-21       | 臺灣      | 高雄   | 搭錯車 Accident Of Love      | 高雄市立文化中心至德堂   |                          |      |
| 7    | 2018-11-24       | 中国大陆  | 廈門   | 搭錯車 Accident Of Love      | 廈門保利嘉庚劇院         |                          |      |
| 8    | 2019-02-05       | 加拿大    | 多倫多 | 搭錯車 Accident Of Love      | 多倫多索尼表演藝術中心   |                          |      |
| 9    | 2019-02-09       | 加拿大    | 溫哥華 | 搭錯車 Accident Of Love      | 溫哥華大劇院             |                          |      |
| 10   | 2019-03-02       | 中国大陆  | 南京   | 搭錯車 Accident Of Love      | 保利大劇院               |                          |      |
| 11   | 2019-03-08       | 中国大陆  | 武漢   | 搭錯車 Accident Of Love      | 湖北劇院                 |                          |      |
| 12   | 2019-04-13       | 中国大陆  | 上海   | 搭錯車 Accident Of Love      | 東方藝術中心             |                          |      |
| 13   | 2019-04-14       | 中国大陆  | 上海   | 搭錯車 Accident Of Love      | 東方藝術中心             |                          |      |
| 14   | 2019-04-20       | 中国大陆  | 北京   | 搭錯車 Accident Of Love      | 北展劇場                 |                          |      |
| 15   | 2019-07-13       | 臺灣      | 台中   | 搭錯車 Accident Of Love      | 台中國家歌劇院大劇院     | 旗艦版                   | 完售 |
| 16   | 2019-07-14       | 臺灣      | 台中   | 搭錯車 Accident Of Love      | 台中國家歌劇院大劇院     | 旗艦版                   | 完售 |
| 17   | 2019-09-12       | 臺灣      | 高雄   | 搭錯車 Accident Of Love      | 衛武營國家藝術文化中心   | 旗艦版                   |      |
| 18   | 2019-09-13       | 臺灣      | 高雄   | 搭錯車 Accident Of Love      | 衛武營國家藝術文化中心   | 旗艦版                   | 完售 |
| 19   | 2019-09-14       | 臺灣      | 高雄   | 搭錯車 Accident Of Love      | 衛武營國家藝術文化中心   | 旗艦版                   | 完售 |
| 20   | 2019-09-15       | 臺灣      | 高雄   | 搭錯車 Accident Of Love      | 衛武營國家藝術文化中心   | 旗艦版                   | 完售 |
| 21   | 2019-09-18       | 臺灣      | 台北   | 搭錯車 Accident Of Love      | 國家戲劇院               | 旗艦版                   | 完售 |
| 22   | 2019-09-19       | 臺灣      | 台北   | 搭錯車 Accident Of Love      | 國家戲劇院               | 旗艦版                   | 完售 |
| 23   | 2019-09-20       | 臺灣      | 台北   | 搭錯車 Accident Of Love      | 國家戲劇院               | 旗艦版                   | 完售 |
| 24   | 2019-09-21       | 臺灣      | 台北   | 搭錯車 Accident Of Love      | 國家戲劇院               | 旗艦版                   | 完售 |
| 25   | 2019-09-22       | 臺灣      | 台北   | 搭錯車 Accident Of Love      | 國家戲劇院               | 旗艦版                   | 完售 |
| 26   | 2019-11-16       | 新加坡    | 新加坡 | 搭錯車 Accident Of Love      | 星宇表演藝術中心         |                          |      |
| 1    | 2020-12-05       | 臺灣      | 台中   | 妖怪台灣 Once Upon an Island | 台中中山堂               |                          |      |
| 2    | 2020-12-06       | 臺灣      | 台中   | 妖怪台灣 Once Upon an Island | 台中中山堂               |                          |      |
| 3    | 2021-03-12       | 臺灣      | 台北   | 妖怪台灣 Once Upon an Island | 台灣戲曲中心（大表演廳） |                          |      |
| 4    | 2021-03-13午場） | 臺灣      | 台北   | 妖怪台灣 Once Upon an Island | 台灣戲曲中心（大表演廳） | 完售                     |      |
| 5    | 2021-03-13晚場） | 臺灣      | 台北   | 妖怪台灣 Once Upon an Island | 台灣戲曲中心（大表演廳） | 完售                     |      |
| 6    | 2021-03-14       | 臺灣      | 台北   | 妖怪台灣 Once Upon an Island | 台灣戲曲中心（大表演廳） | 完售                     |      |
| 1    | 2022-08-19       | 臺灣      | 新北市 | 21號漫畫店                   | 新北                     | 新北市藝文中心（演藝廳） |      |
| 2    | 2022-08-20午場） | 臺灣      | 新北市 | 21號漫畫店                   | 新北                     | 新北市藝文中心（演藝廳） |      |
| 3    | 2022-08-20晚場） | 臺灣      |        | 21號漫畫店                   | 新北                     | 新北市藝文中心（演藝廳） |      |
| 4    | 2022-08-21       | 臺灣      |        | 21號漫畫店                   | 新北                     | 新北市藝文中心（演藝廳） |      |

## 演唱會
- 2012/10/13(六) 『《一個人的那卡西》華山創意文化園區 Legacy Taipei 傳 音樂展演空間 首場售票演唱會』

- 2014/10/25(六) 『陳乃榮 [今晚.是否你也想著我] 2014 演唱會』 	Legacy Taipei 傳 音樂展演空間

- 2015/11/06(五) 『陳乃榮 [跳下鋼索的小丑] 演唱會』河岸留言西門紅樓展演館

- 2015/12/09(三) 『喔！大樂團 Oldaband-[我的日劇時代] 演唱會』聯合演出 河岸留言西門紅樓展演館

- 2016/05/07(六) 『喔！大樂團 Oldaband-[極上！東洋經典放題演唱會] 演唱會』聯合演出 河岸留言西門紅樓展演館

- 2016/12/02(五) 『[我不想當陳乃榮了！] 演唱會』 角落文創展演

- 2017/01/15(日) 『 [流浪] 演唱會』 PINK HAZE(平克孩子)、隱分子樂團、陳乃榮 聯合演出 小地方展演空間

- 2018/02/28(三) 『喔！大樂團 Oldaband-第三屆[看三小]演唱會』聯合演出 華山創意文化園區 Legacy Taipei 傳 音樂展演空間

- 2020/02/22(六) 『喔！大樂團 Oldaband-第四屆[赴節！赴赴赴節］演唱會』聯合演出 華山創意文化園區 Legacy Taipei 傳 音樂展演空間

- 2021/04/30(五) 『《陳乃榮2021mini tour》』 臺北 海邊的卡夫卡

- 2021/05/08(六) 『《陳乃榮2021mini tour》』 臺中 玩劇島小劇場

- 2021/11/12(五) 『《陳乃榮2021mini tour》』 高雄 LIVE WAREHOUSE小庫

- 2021/11/13(六) 『《陳乃榮2021mini tour》』 台南 Tcrc Livehouse

- 2021/11/21(日) 『《陳乃榮2021mini tour最終場》』 臺北 海邊的卡夫卡

## 廣告作曲作品
- 2011大白兔形象廣告（中國區）
- 鈀金PD美麗發現篇（中國區）
- 資生堂形象篇（中國區）
- 台新銀行 行事曆篇
- 茉莉茶園 S.H.E篇
- Mia金飾 言承旭系列
- 活益比菲多 小S篇及賈永婕篇
- 植物的優 林志玲系列
- 蘇非雅婚紗 林志玲篇
- 幸運草金飾 林志玲篇
- 郭元益喜餅

## 音樂演奏
- 弒魂之詩：與東城衞、强辩團合奏（出現於終極三國 最終回53回）
- 安魂曲：與東城衞·脩、强辩團合奏（出現於終極三國 第33回）
- 短歌行：與東城衞·脩、强辩團合奏（出現於終極三國 第21回）

## 奖项
- 2009年 - 入围新加坡金曲奖 ： 优秀新人奖
- 2009年 - YAHOO搜尋人氣大獎2009台灣爆紅男藝人

## 外部連結
- 官方部落格 （页面存档备份，存于）－痞客邦
- 陳乃榮的Facebook專頁
- 陳乃榮的Instagram帳戶
- 陳乃榮的新浪微博
- YouTube上的陳乃榮頻道